# Pyrenaearia poncebensis
Pyrenaearia poncebensis é uma espécie de gastrópode da família Hygromiidae.
É endémica de Espanha. 